# Willi Schneider
Wilfried Schneider (Mediaș, Rumanía, 12 de marzo de 1963) es un deportista alemán que compitió en skeleton. Ganó dos medallas en el Campeonato Mundial de Skeleton, oro en 1998 y bronce en 1999.
Tras su retirada como deportista, continuó su carrera como entrenador de skeleton. Primero del equipo nacional de Canadá y, desde 2012, del de Rusia. Con el primero obtuvo tres medallas (oro, plata y bronce) en los Juegos Olímpicos de Turín 2006 y una medalla de oro en Vancouver 2010. Como jefe del equipo ruso consiguió dos medallas (una de oro y una de bronce) en los Juegos Olímpicos de Sochi 2014. Gracias a este éxito le fue concedida ese mismo año la insignia de la Orden de la Amistad de los Pueblos por el Gobierno ruso.

## Palmarés internacional
| Campeonato Mundial | Campeonato Mundial   | Campeonato Mundial | Campeonato Mundial |
| Año                | Lugar                | Medalla            | Prueba             |
| ------------------ | -------------------- | ------------------ | ------------------ |
| 1998               | Sankt Moritz (Suiza) | Medalla de oro     | Individual         |
| 1999               | Altenberg (Alemania) | Medalla de bronce  | Individual         |